# Predigerhäuser der St.-Nikolai-Gemeinde

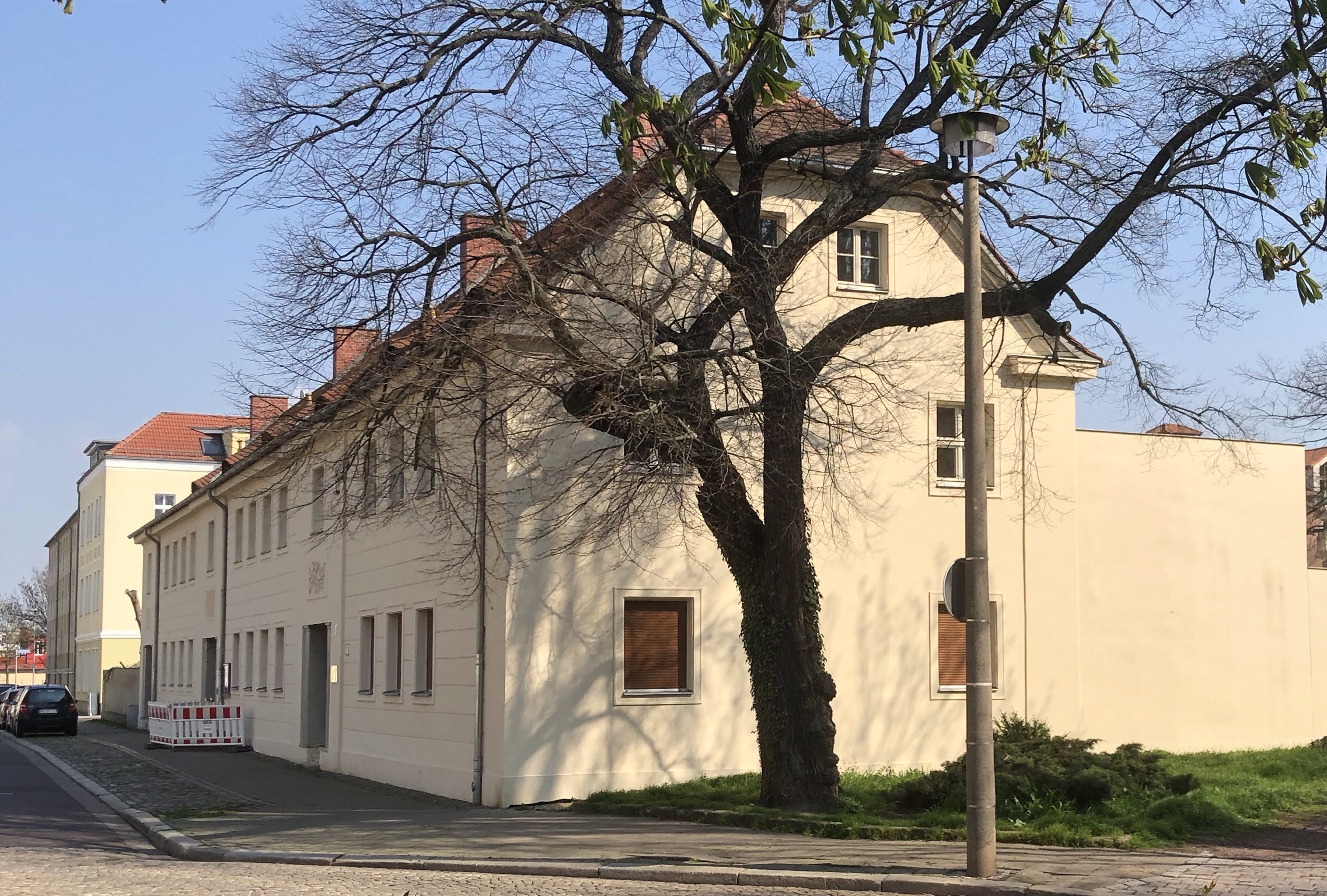
Predigerhäuser der St.-Nikolai-Gemeinde, Blick von Westen, 2019

Die Predigerhäuser der St.-Nikolai-Gemeinde sind eine denkmalgeschützte Häusergruppe in Magdeburg in Sachsen-Anhalt.

## Lage
Sie befindet sich an der Adresse Brüderstraße 1, 1a, 2 auf der Südseite der Brüderstraße im Magdeburger Stadtteil Neue Neustadt, östlich von St. Nicolai.

## Architektur und Geschichte
Die aus drei zweigeschossigen verputzten Häusern bestehende Gebäudezeile entstand in den Jahren 1935/36 im Stil des Neoklassizismus. Sie sind einheitlich gegliedert und entstanden als Ersatzbau für die zuvor abgerissenen, aus dem frühen 19. Jahrhundert stammenden klassizistischen Predigerhäuser. Die ursprüngliche Bauflucht wurde dabei beibehalten. Bedeckt sind die Gebäude mit einem Krüppelwalmdach mit Fledermausgauben. Beim Neubau wurde bei der Gestaltung die Einpassung in das Ensemble mit der benachbarten Nicolaikirche berücksichtigt. So findet sich vor diesem Hintergrund eine Putzquaderung. Auch die Gestaltung des Dachs nimmt Bezug zur Nicolaikirche.
In der Häusergruppe befindet sich auch heute (Stand 2019) unter anderem das Gemeindehaus der evangelischen Nicolaigemeinde.
Im örtlichen Denkmalverzeichnis ist die Häusergruppe unter der Erfassungsnummer 094 70265 als Baudenkmal verzeichnet.